# Éliszi Hippiasz
Az Eliszből való Hippiasz (i. e. 460 körül – i. e. 399 körül) ókori görög szofista filozófus és matematikus volt Athénben. A szintén szofista Prótagorasz fiatalabb kortársa, akit Platón  három művében is Szókratész vitapartnereként szerepeltet. (A kisebbik Hippiász, A nagyobbik Hippiász, Prótagorasz). Filozófiájában a törvényeket a hatalom elnyomó eszközeinek tartotta, azokat természetellenesnek tekintette. Platón kigúnyolta hiúsága és a szofisták Hippiászban megtestesülő „mindenhez értése“ miatt. A filozófia és a matematika mellett retorikát, politikát, költészetet, zenét, festészetet, szobrászatot és csillagászatot is tanított.
Hippiasz fedezte fel a matematikában a triszektrix görbét, melynek segítségével nem euklideszi szerkesztéssel megoldotta a szögharmadolás problémáját.  I. e. 300 táján Deinosztratosz rájött, hogy e görbe felhasználásával megoldható a déloszi probléma, azaz a kockakettőzés is. Innen ered a görbe kvadratrix elnevezése.